# Monety gruzińsko-rosyjskie
Monety gruzińsko-rosyjskie – wprowadzone po rosyjskiej aneksji Gruzji w 1801 r. emisje monet srebrnych:
- 33½ abbaza (uzułtun) = 10 kopiejek (1804),
- 1 abbaz = 20 kopiejek (1804),
- 2 abbazy = 40 kopiejek (1804),

na sumę 1 060 714,2 rubla, oraz monet miedzianych w latach 1804–1810:
- 5 puli = ½ kopiejki
- 10 puli = 1 kopiejka,
- 20 puli = 2 kopiejki,

na sumę 8310,89 rubla, według systemu monetarnego:
1 abbaz = 200 puli = 20 kopiejek.
Monety przedstawiały:
- na awersie: corona muralis, nazwę stolicy i mennicy – Tbilisi, oraz skrzyżowane gałązki palmową i oliwną,
- na rewersie zaś podawały nominał, rok bicia oraz inicjały mincerskie.